# Branko Bauer
Branko Bauer (18. Februar 1921 in Dubrovnik – 11. April 2002 in Zagreb) war ein jugoslawischer Filmregisseur. Er gilt als führende Figur des narrativen Films im Jugoslawien der 1950er und der frühen 1960er Jahre.

## Leben
Bauer interessierte sich schon als Schüler für den Film. Während des Zweiten Weltkrieges besuchte auch er die bei den NS-Besatzern sehr beliebten Kinos in Zagreb. Gemeinsam mit seinem Vater, Čedomir Bauer, versteckte er deren jüdische Pächterin Ljerka Freiberger 1942 vor den Ustascha. 1992 wurden Vater und Sohn dafür von Yad Vashem als Gerechte unter den Völkern ausgezeichnet.
1949 begann er als Dokumentarfilmer im Zagreber Studio der Jadran Film zu arbeiten. Sein Spielfilmdebüt war der Kinderabenteuerfilm Kalle und das Geheimnis der blauen Möwe (Sinji galeb) aus dem Jahr 1953. Er wurde zu einem bedeutenden Regisseur des Landes der 1950er Jahre, konnte in der folgenden Dekade jedoch den Schwenk zum Autorenfilm nicht nachvollziehen. Zwar drehte auch er zwei modernistische Filme, doch sie blieben erfolglos. Daraufhin fand er keine Finanzierung mehr für neue Kinofilme. Er wandte sich in der Folge dem Fernsehen zu.
In den 1970er Jahren inszenierte er die Miniserie Die Farm im kleinen Sumpf, ein Kriegsdrama aus der Vojvodina.

## Ausgewählte Werke

### Schau nicht zurück, mein Sohn
Bauers dritter Film machte ihn zu einem der angesehensten Regisseure in Jugoslawien. Der Kriegsthriller von 1956 Schau nicht zurück, mein Sohn (Ne okreći se sine, DDR-Titel: Jenseits der Straße) erzählt von einem Widerstandskämpfer aus dem Zweiten Weltkrieg, der aus einem Zug auf dem Weg zum Konzentrationslager Jasenovac entkommen kann. Er kehrt nach Zagreb zurück, um seinen Sohn zu finden, und um sich den Partisanen im kroatischen Hinterland anzuschließen. Er muss jedoch erkennen, dass sein Sohn in einem Internat zum Ustascha umerzogen wurde. Dem Helden gelingt es, mit seinem Sohn aus der Stadt zu fliehen, aber während seiner gesamten Reise ist er gezwungen, seinen Sohn über ihre Taten zu belügen. Der Film wurde inspiriert von Carol Reeds Thriller Ausgestoßen aus dem Jahr 1947. Die letzte Szene, die dem Film den Namen gab, zitiert den Disney-Film  Bambi. Bauer gewann damit den Preis des 3. Jugoslawien-Filmfestivals. Schau nicht zurück, mein Sohn gilt auch heute noch als einer der besten Filme über den Zweiten Weltkrieg – „mit individualisierten Protagonisten, realistischen Situationen und einer suggestiven Atmosphäre“.

### Drei Mädchen namens Anna
Sein nächster Film hieß Nur Menschen (Samo ljudi) und war ein Melodrama aus dem Jahr 1957, stark von Douglas Sirk beeinflusst. Der Film floppte, vor allem weil die Kritik im kommunistischen Jugoslawien der 1950er Jahre das Melodrama nicht als ernstzunehmendes Genre ansah. Nach diesem Film arbeitete Bauer für eine mazedonische Produktionsfirma und drehte Drei Mädchen namens Anna (Tri Ane, 1959), beeinflusst vom italienischen Neorealismus und manchmal mit Umberto D. von Vittorio de Sica verglichen. Der Film erzählt die Geschichte eines alten Mannes, der alleine lebt und glaubt, seine Tochter sei im Zweiten Weltkrieg als Kind getötet worden. Plötzlich erhält der Mann Nachrichten, dass sie überlebt haben könnte und jetzt mutmaßlich als Erwachsene in einer Pflegefamilie lebt. Bauers kantige, authentische Darstellung der Nachkriegsarmut und der unteren Gesellschaftsschichten wurde vom Establishment nicht begrüßt. Der Film wurde nie in den Kinos gezeigt, aber er wird heute oft als Bauers "vergessenes Meisterwerk" angesehen, als sein bester Film.
Bauers folgende Filme waren kommerziell erfolgreicher – 1961 die Komödie Martin in den Wolken (Martin u oblacima) und 1962 der Film Einer zuviel (Prekobrojna), der Milena Dravić als künftigen jugoslawischen Filmstar vorstellte.

### Von Angesicht zu Angesicht
Der wohl bekannteste von Bauers Filmen ist Von Angesicht zu Angesicht (Licem u lice), ein Spielfilm aus dem Jahr 1963, der als erster politischer Film Jugoslawiens gilt. Es erzählt eine Geschichte eines rebellischen Arbeiters, der einen Manager bei einem Treffen der Kommunistischen Partei in einem großen Bauunternehmen herausfordert. Obwohl der Film ursprünglich aufgrund seiner politischen Ausrichtung als kontrovers angesehen wurde, erhielt er schließlich auch von namhaften kommunistischen Funktionären Unterstützung, Dies wurde unter Filmemachern als grünes Licht für offenere Darstellungen sozial kontroverser Themen verstanden. Für den serbischen Regisseur Živojin Pavlović war Von Angesicht zu Angesicht „der wichtigste Film, der jemals in Jugoslawien gedreht wurde.“

## Kritik
In den 1950er und 1960er Jahren galt Bauer als Meister des jugoslawischen Kinos und erhielt sowohl von der Regierung, als auch von seinen Kollegen Respekt und Anerkennung. Obwohl seine Filme das Regime nicht in Frage stellten, wurde das vorherrschende Wertesystem in diesen Filmen als "altmodisch" und "bürgerlich" dargestellt. Statt der üblichen Verherrlichung von Jugend und Revolution thematisierten seine Filme oft den klassischen Mittelstand, anständige und arbeitende Leute. Seine typische Helden trafen die richtigen moralischen Entscheidungen, die nicht auf Ideologie beruhten, sondern auf persönlichem Ethos. Der zeitgenössische kroatische Filmemacher Hrvoje Hribar beschrieb dies so: "Bauer hatte ein Gespür für den blinden Fleck der kommunistischen Ideologie, deshalb legte er seine Filme an einen Ort, der so nah wie möglich und doch am wenigsten einflussreich war." In den späten 1960er und 1970er Jahren wurde Bauer mit dem Aufstieg des Autorenfilms ins Off gedrängt.
In den späten 1970er Jahren wurden seine Werke von jungen Kritikern als eine Art jugoslawische Version alter Hollywood-Meister wiederentdeckt. Der slowenische Filmhistoriker Stojan Pelko schrieb in der Enzyklopädie des British Film Institute über das russische und osteuropäische Kino: „Bauer war für jugoslawische Kritiker, was Hawks und Ford für französische New Wave-Kritiker waren.“ Im folgenden Jahrzehnt erfolgte eine grundsätzliche Neubewertung seines Œuvres. In einer Kritikerumfrage aus den späten 1990er Jahren unter den größten kroatischen Filmregisseuren erreichte Bauer hinter Krešo Golik den zweiten Platz.

## Filmografie (Auswahl)
R = Regie, B = Drehbuch bzw. Mitarbeit am Drehbuch
- 1953: Kalle und das Geheimnis der blauen Möwe (Sinji galeb) (R/B)
- 1955: Kalle auf der Millioneninsel (Milijuni na otoku) (R)
- 1956: Schau nicht zurück, mein Sohn (Ne okreći se sine) (R/B)
- 1957: Nur Menschen (Samo ljudi) (R)
- 1959: Drei Mädchen namens Anna (Tri Ane) (R/B)
- 1961: Martin in den Wolken (Martin u oblacima) (R/B)
- 1962: Einer zuviel (Prekobrojna) (R/B)
- 1963: Von Angesicht zu Angesicht (Licem u lice) (R)
- 1964: Es geschah in Bosniens Bergen (Nikoletina Bursać) (R/B)
- 1965: Ankommen und bleiben (Doći i ostati) (R)
- 1967: Der vierte Mitreisende (Četvrti suputnik) (R/B)
- 1975: Überwinterung in Jakobsfeld (Zimovanje u Jakobsfeldu) (R/B)
- 1976: Die Farm im kleinen Sumpf (Salaš u Malom Rita) (R/B)
- 1978: Boško Buha (R)

## Auszeichnung
- Nagrada Vladimir Nazor für seine Lebensleistung (1980)